# パスタ〜恋が出来るまで〜
『パスタ〜恋が出来るまで〜』（パスタ  こいができるまで）は、2010年1月4日から3月9日まで韓国MBCにて毎週月曜火曜21時55分 - で放送されたテレビドラマ。全20話。原題は『パスタ』（ハングル: 파스타）。

## あらすじ
イタリア料理店『ラ・スフェラ』にて3年間の修行を経てやっとの思いでパスタ見習い助手へと昇格したユギョン。そこへオーナーが新しいシェフとして腕利きのヒョヌクを招く。カリスマシェフのヒョヌクは、昔付き合っていた同僚セヨンとの過ちから「俺の厨房に女はいらない！」と初日に女性を追い出してしまう。それでも健気に食らいつくユギョンは、ヒョヌクをシェフとしても尊敬し、次第に心を惹かれていく。厨房内外での恋愛や葛藤を描いたコメディ。

## 登場人物
- ソ・ユギョン：コン・ヒョジン

3年かけてパスタ助手になった直後、ヒョヌクにクビにされたが、3話でパスタ係に復帰した。
- チェ・ヒョヌク：イ・ソンギュン

イタリアで修行を重ねた一流シェフ。女が厨房に入るのを拒み、ユギョンを一時クビにした。
- オ・セヨン：イ・ハニ
- キム・サン：アレックス
- クム・ソゴ：イ・ヒョンチョル

ナンバー2：スー・シェフ
- チョン・ホナム：チョ・サンギ

ナンバー5：焼き物担当
- ミン・スンジェ：ペク・ポンギ

ナンバー7：前菜担当
- ハン・サンシク：ホ・テヒ

ナンバー8：冷料理担当
- ソヌ・ドク：キム・テホ

ナンバー3：パスタ担当
- フィリップ：ノ・ミヌ

ナンバー4：パスタ担当
- イ・ジフン：ヒョヌ

ナンバー6：パスタ＆リゾット担当
- チョン・ウンス：チェ・ジェファン

ナンバー10：厨房補助
- イ・ヒジュ：ハ・ジェスク

元ナンバー2
- パク・ミヒ：チョン・ダヘ

ホナムの恋人
- パク・チャニ：ソン・ソンユン

ミヒの妹
- ソル・ジュンソク：イ・ソンミン

ラ・スフェラの元雇われ社長、ホール見習い
- キム・ジャンス：チョン・ホジン

ホール担当
- イ・ドンスル：キム・ウンス

ホール担当
- キム・ガン：ピョン・ジョンス

サンの姉
- ソ・ジョング：チャン・ヨン

ユギョンの父
- ソ・ユシク：キム・ドンヒ

ユギョンの弟：医大生
- ネモ：チェ・ミンソン

ユギョンの友人
- クァンテ：ユン・ヨンヒョン

食材仕入先可楽市場「兄弟商会」主人

## 韓国国外での放送

### 日本
2010年10月29日から4月1日までBSジャパンで毎週金曜18時50分 - 19時45分に放送され、2011年5月24日から2011年6月20日まで毎週月曜 - 金曜 11時00分 - 12時00分に再放送された。 地上波では、2011年2月18日から3月24日までTBS『韓流セレクト』枠にて毎週月曜から金曜10時05分 - 11時00分に、毎日放送でも2011年10月19日から2012年3月14日まで毎週水曜26時30分 - 27時30分に放送された。